# Alberto Casas Santamaría
Alberto Casas Santamaría, né en 1944 à Bogota, est un avocat, journaliste et homme politique colombien. Il est ministre des Technologies de l'information et des Communications entre 1990 et 1991 sous la présidence de César Gaviria, puis ministre de la Culture entre 1998 et 1999 sous celle d'Andrés Pastrana Arango.